# Parke County
Parke County is een county in de Amerikaanse staat Indiana.
De county heeft een landoppervlakte van 1.152 km² en telt 17.241 inwoners (volkstelling 2000). De hoofdplaats is Rockville.

## Bevolkingsontwikkeling

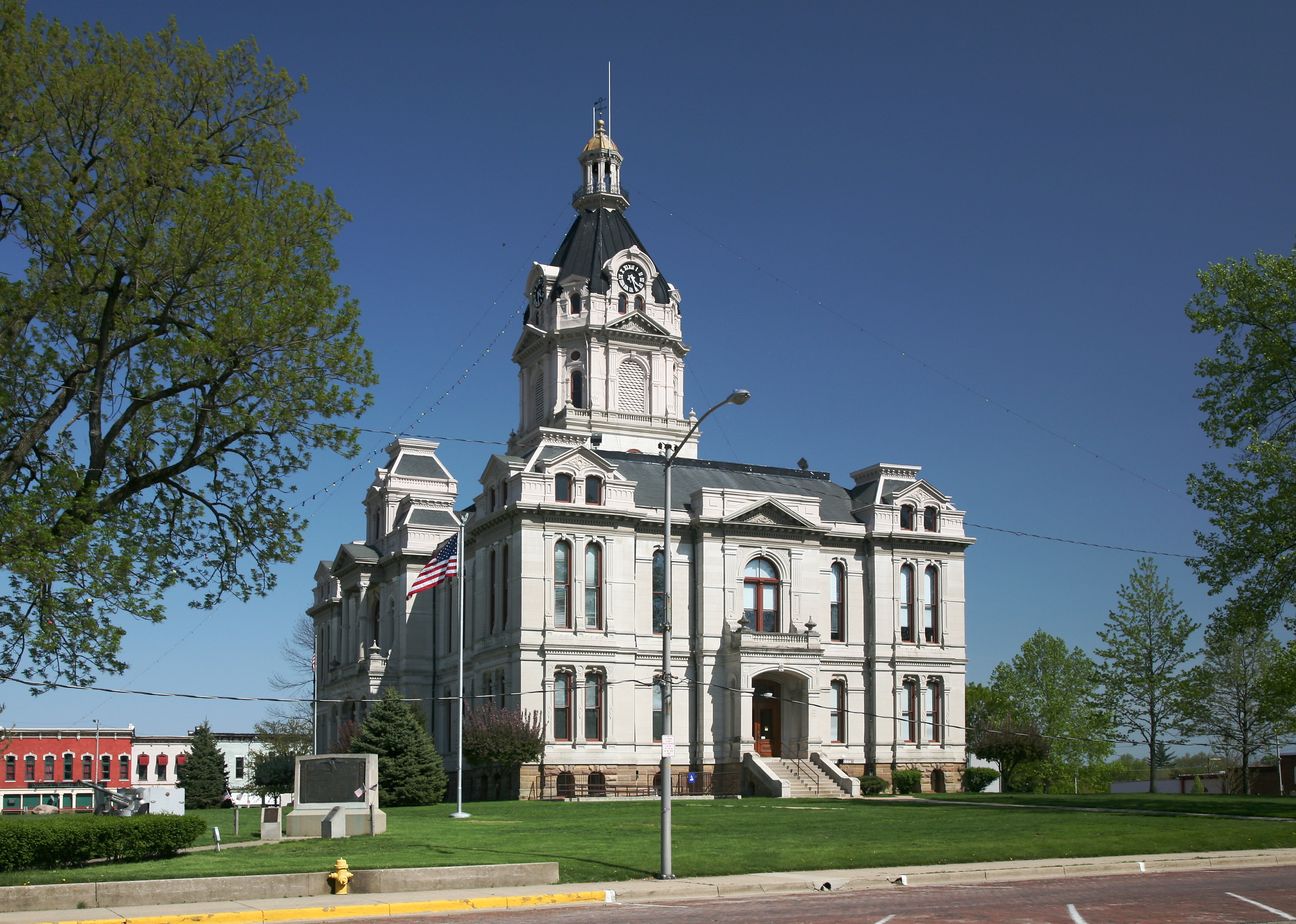
Parke County Courthouse